# Буниатзаде, Дадаш Ходжа оглы
Дада́ш Ходжа́ оглы́ Буниатзаде́ (азерб. Dadaş Xoca oğlu Bünyadzadə; 8 апреля 1888 — 21 апреля 1938) — партийный и государственный деятель.
Народный комиссар просвещения (1920—1922), продовольствия (1922—1923) и земледелия Азербайджанской ССР, председатель СНК Азербайджанской ССР (1930—1932), народный комиссар земледелия ЗСФСР (1932—1936).
Член Азербайджанского ЦИК (АзЦИК), Оргбюро и Президиума ЦК АКП(б).

## Биография
Родился 8 апреля 1888 года в селении Фатмаи в крестьянской азербайджанской семье.
В марте 1917 года стал членом временного комитета партии «Гуммет», с июля — членом редколлегии большевистской газеты «Гуммет» («Энергия»).
12 (25) апреля 1918 года Бакинским Советом рабочих, солдатских и матросских депутатов было сформировано местное правительство — Бакинский Совет Народных Комиссаров (Бакинский СНК // Бакинский Совнарком // Баксовнарком). Буниатзаде был назначен одним из чрезвычайных уполномоченных по борьбе с контрреволюцией в Бакинском уезде.

### В Советской России
Являлся членом губкома РКП(б) Астрахани, председателем Комиссариата по делам мусульман Закавказья. В декабре 1918 года стал председателем Комиссариата по делам мусульман Кавказа при Астраханском губисполкоме.
Участвовал в работе Первого съезда коммунистов-мусульман, созванного по решению ЦК РКП(б) от 2 октября 1918 года и проведённого 4—5 и 8—12 ноября того же года в Москве. В имевшемся у него мандате Комиссариата по военно-политическим делам мусульман Астраханского края, выданном 21 октября, указывалось, что «он делегируется в Москву на Съезд Мусульман и по делам Мусульманского Военного Комиссариата. Все Советские организации и учреждения и должностные лица, к коим будет обращаться тов. Буниатзаде, просим оказывать ему полное содействие для спешного выполнения возложенного на него поручения…». На Съезде Дадаш выступил с двухчасовым докладом о международном положении. Съезд тайным голосованием избрал Центральное Бюро мусульманских организаций РКП(б); Буниатзаде был избран кандидатом в члены Центрального Бюро.
По предложению представителя Центра (Народного комиссариата по делам национальностей РСФСР и Центрального Бюро мусульманских организаций РКП(б)) М. Исрафилбекова Комитет организации коммунистов-мусульман в Астрахани 4 января 1919 года постановил образовать в городе Комиссариат по делам мусульман Закавказья (при местном мусульманском комиссариате). Буниатзаде избрали заведующим издательским отделом.
Под председательством Буниатзаде 28—29 марта в Астрахани состоялось собрание ответственных работников-мусульман, на котором было избрано Астраханское бюро «Гуммет» РКП(б) в составе пяти человек, в числе которых был Дадаш Буниатзаде.
Был редактором издававшейся в Астрахани еженедельной газеты на азербайджанском языке «Гуммет» («Энергия»), выходившей как орган азербайджанского бюро «Гуммет» РКП(б), а также редактором газеты татарских коммунистов «Тартыш» («Борьба»).

### В Азербайджане

#### При правительстве Азербайджанской Демократической Республики
В июле 1919 года возвратился в Баку. 30 июля С. М. Киров сообщал в ЦК РКП(б): «Работников в Закавказье отправлено довольно много, из ответственных товарищей посланы: Буниат-заде, Султанов (мусульмане), Нанейшвили, Кванталиани». В Азербайджане Дадаша Буниатзаде арестовали. По его воспоминаниям:
В 1919 году, когда мы по заданию ЦК РКП приехали на лодке из Астрахани в Баку (это было 27 июля), меня арестовали и в течение десяти дней подвергали пыткам в полиции, в контрразведке. Здесь меня ограбили до нитки, оставив совершенно голым. Вместе со мной были арестованы ободранный старик лодочник и его одноногий товарищ. В таком виде нас привели в бакинское градоначальство. Градоначальник, не разобрав дело, посмотрел на нас и сказал: „Если все коммунисты в таком виде, как вы, то нам не угрожает никакая опасность, уходите“. Мы ушли. Впоследствии, когда градоначальник уже располагал точными сведениями обо мне, то обещал большую сумму денег тому, кто меня найдёт.
11 февраля 1920 года в Баку в помещении Рабочего клуба нелегально собрался I съезд коммунистических организаций Азербайджана, на котором произошло объединение «Гуммет», «Адалят» и Бакинского комитета РКП(б) в единую Азербайджанскую коммунистическую партию (большевиков) [АКП(б)]. Буниатзаде наряду с другими лицами избрали в Президиум Съезда. Съезд принял список кандидатур в члены ЦК, представленный от имени Бакинского комитета РКП(б), комитетов организаций «Гуммет» и «Адалят», и избрал Центральный Комитет (ЦК) в составе 43 человек, среди которых был Д. Буниатзаде. Первый пленум ЦК избрал Президиум ЦК АКП(б). В состав президиума также вошёл Буниатзаде.
Всю военно-боевую работу коммунисты Азербайджана сосредоточили в руках Центрального Штаба Боевой организации Бакинского района (председатель М. Д. Гусейнов), который начал функционировать с 1 февраля. Дадаш Буниатзаде входил в состав Штаба и являлся ответственным за политическую работу в армии. Его заместителем назначили Г. Джабиева.
В марте, в ходе налёта на Центральный рабочий клуб в Баку, где состоялся митинг, посвящённый памяти погибшего в Дагестане С. Казибекова, были арестованы 24 активиста-коммуниста, в том числе Д. Буниатзаде. Дадаш Буниатзаде оставил воспоминания того, как он в качестве арестованного стоял на допросе перед бакинским Военным генерал-губернатором, генерал-майором М. Г. Тлехасом, который
не добившись ничего, стал уговаривать меня: «Придут русские, и вам придётся подметать улицы». На это я ему ответил: «Возможно, что и придётся подметать улицы, но я в этом ничего страшного не вижу, так как один коммунист должен управлять, а другой, если нужно, подметать улицы». Такой ответ вызвал страшное озлобление Тлехаса, и он стал угрожать мне расстрелом и виселицей, если я не раскрою все нити заговора. Допрос был прекращён, и меня с товарищами отправили в тюрьму.

#### Деятель Советского Азербайджана
Утром 27 апреля ЦК АКП(б) образовал Азербайджанский Временный Революционный Комитет (Азревком), ставший после свержения прежнего правительства высшим органом государственной власти на территории Азербайджана. 28 апреля Азревком постановил образовать Совет Народных Комиссаров Азербайджана, который возглавил Нариман Нариманов.
Буниатзаде стал народным комиссаром (наркомом) просвещения и государственного контроля. После прибытия в мае в Азербайджан С. М. Эфендиева, тот некоторое время временно замещал Буниатзаде в должности наркома просвещения.
При участии Буниатзаде как наркома просвещения были приняты приказ об учёте и охране памятников искусства (30 июня 1920), Декреты Совнаркома АзССР о национализации кинематографических предприятий (4 июля 1920), «О преподавании языков в школах 1-й и 2-й ступени» (18 сентября 1920), о национализации музыкальных инструментов (опубликован 10 ноября 1920), об учреждении политехнического института (13 ноября 1920), об учреждении при институте востоковедения и социальных наук высших курсов социальных наук (14 июня 1921 года), об организации в г. Баку I Азербайджанской высшей музыкальной академии (25 августа 1921), об учреждении в г. Баку Первого Азербайджанского государственного мужского педагогического института (26 августа 1921).
В мае-июне 1920 года ЦК АКП(б) направил нескольких руководящих партийных работников в уезды. 13 мая Буниатзаде назначен в качестве чрезвычайного уполномоченного Карабаха и Зангезура. Наделённый большими правами Чрезвычайный уполномоченный ЦК партии, который одновременно был и Чрезвычайным уполномоченным Азревкома, занимался проведением политики партии в уездах. Он имел право как инспектировать, так при необходимости и распускать партийные организации и органы власти, а также назначать членов партийных комитетов. Его заместителями стали Арменак Каракозов и Джамиль Везиров. Вскоре Буниатзаде посетил Карабах. 21 мая он вернулся в Баку, оставив вместо себя Оджахкули Мусаева.
Являлся членом Оргбюро и Президиума ЦК АКП(б), членом Азербайджанского Центрального Исполнительного Комитета (АзЦИК). Занимал должности народного комиссара продовольствия, земледелия, рабоче-крестьянской инспекции, председателя Госплана, заместителя председателя Совета Народных Комиссаров, председателя Совета Народных Комиссаров Азербайджанской ССР.
В бытность его Поставлением правительства Азербайджана- Первая УЧИТЕЛЬСКАЯ СЕМИНАРИЯ в столтце Республики гор. Баку было присвоено имя Джелала КОРКМАСОВА - выдающегомя государственого деятеля Востока, России и Дагестана. В постановлении указывалось: " Наш горячий привет и наилучшие пожелания трудовым массам Дагестана. Привет и Вам, дорогой тов. КОРКМАСОВ, бодро и стойко перенесший все тяжести по пути к освобождению Дагестана. В ознаменовании исторического для братской Республики дня и в честь Вас, как исключительно стойкого борца за светлое будущее трудящихся Дагестана Азербайджанская Республика - назвала Вашим именем Азербайджанскую Учительскую Семинарию. Да, здравствует Советский Дагестан и его руководитель тов. КОРКМАСОВ".  
При создании Азербайджанского государственного аграрного университета в 1929 году был назначен первым его ректором.
Входил в состав комиссии по индустриализации Азербайджана, созданной Совнаркомом республики 3 февраля 1926 года.

### Последние годы
Арестован 20 июня 1937 года. 21 апреля 1938 года ВКВС СССР приговорён к высшей мере наказания по обвинению в руководстве антисоветской националистической диверсионно-террористической организацией. Расстрелян в тот же день на полигоне «Коммунарка».
Реабилитирован ВКВС СССР 21 декабря 1955 года.

## Награды
Постановлением I съезда Советов Азербайджанской ССР награждён Орденом Трудового Красного Знамени.

## Память
Именем Буниатзаде были названы:
- Азербайджанский институт народного хозяйства (ныне Азербайджанский государственный экономический университет)
- Завод
- Улица в Баку

## Звания
- Почётный член Общества обследования и изучения Азербайджана[48].

## Комментарии
1. ↑  Ныне — в Апшеронском районе Азербайджана.